# Kaiserswerth

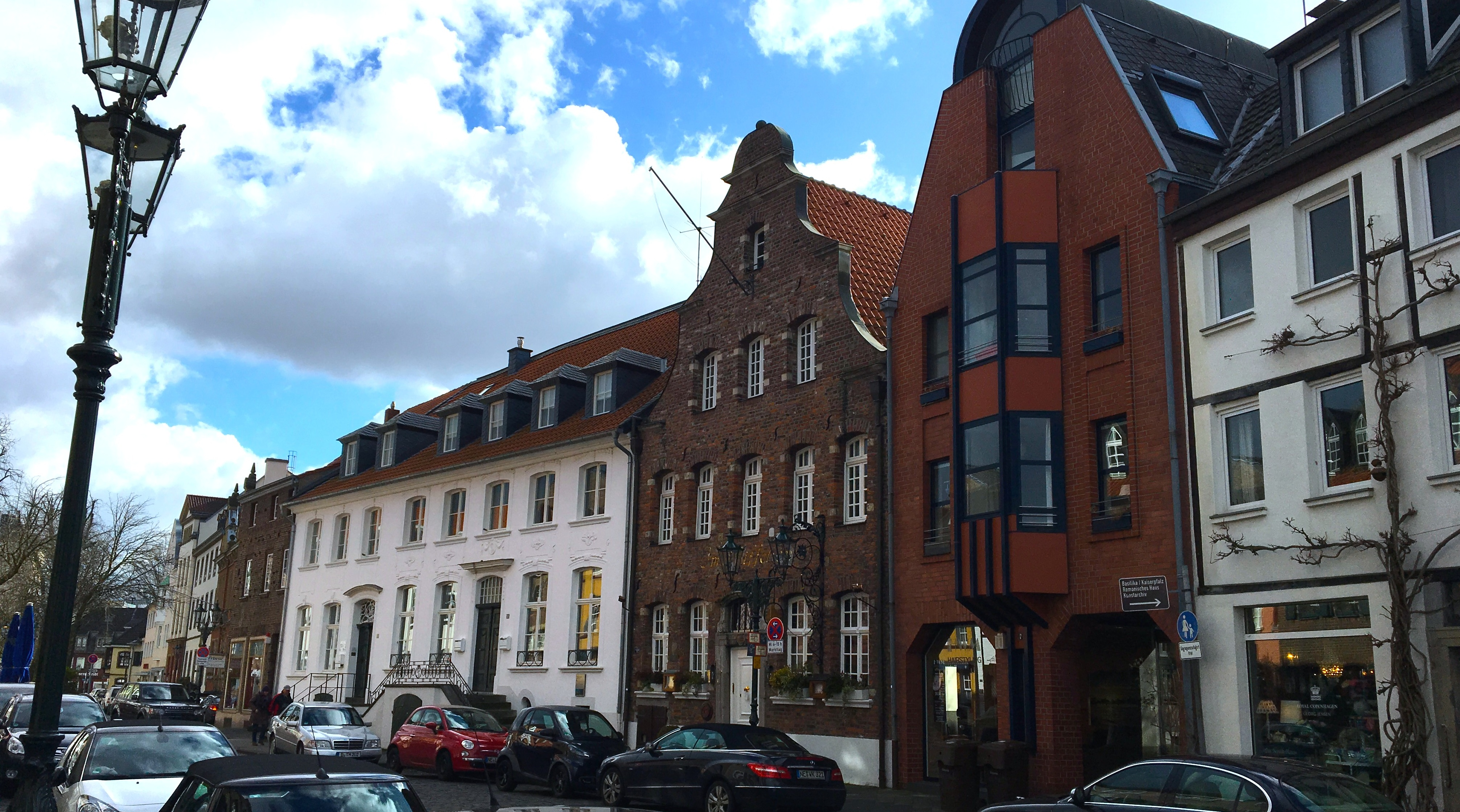
Place du marché.

Kaiserswerth est un quartier de la ville de Düsseldorf, en Allemagne. Situé au nord du centre-ville, près du Rhin, il compte 7 897 habitants pour 4,71 km2.

## Histoire
Le missionnaire anglo-saxon Suitbert de Werth fonda vers l'an 700 une abbaye bénédictine à Suidbertswerth, devenu plus tard Kaiserswerth. Cette abbaye fut détruite 88 années plus tard.
En 1045, un palais impérial y fut construit. C'est là que l'archevêque Anno de Cologne enleva en 1062 le roi des Romains Henri IV encore enfant pour exercer la régence effective sur le Saint-Empire romain germanique en lieu et place de l'impératrice-mère Agnès d'Aquitaine (voir coup d'État de Kaiserswerth). En 1174, Frédéric Ier Barberousse déplaça la collecte des droits de douane sur le Rhin à Kaiserswerth. Enfin, en 1273, Kaiserswerth fut donné en gage par l'empereur aux archevêques de Cologne.

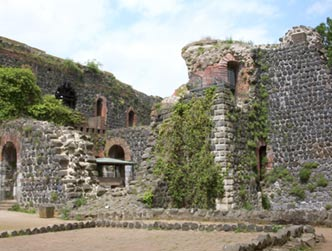
Ruine du palais impérial.

En 1689, Kaiserswerth (vieille orthographe Kayserswert) fut particulièrement dévastée par les troupes françaises lors de la guerre du Palatinat.
Durant la guerre de Succession d'Espagne, l'archevêque de Cologne s'allia à la France, et en conséquence, Kaiserswerth fut assiégé par la ligue d'Augsbourg en 1702 (Siège de Kaiserswerth). La ville finit par se rendre et ses fortifications furent détruites.
Au XIXe siècle, la ville était célèbre par son hôpital pionnier de diaconesses, qui impressionna Florence Nightingale. La ville accueillit d'ailleurs un important hôpital militaire lors des deux conflits mondiaux.
Kaiserswerth devint partie de Düsseldorf en 1929.

## Transport
Kaiserswerth est desservi par la ligne U79 du métro de Düsseldorf. Le quartier est ainsi relié à la gare centrale de Düsseldorf, au centre de la ville et à Duisbourg-Meiderich.